# Plagiogyria glauca
Plagiogyria glauca là một loài dương xỉ trong họ Plagiogyriaceae. Loài này được Blume Mett. mô tả khoa học đầu tiên năm 1858.